# Zespół Jiráska-Zuelzera-Wilsona
Zespół Jiráska-Zuelzera-Wilsona (całkowita bezzwojowość jelita grubego, ang. Jirásek-Zuelzer-Wilson syndrome, Zuelzer-Wilson syndrome, TCA, total colonic aganglionosis) – rzadki zespół wad wrodzonych, w którym stwierdza się całkowitą aganglionozę (bezzwojowość) jelita grubego. W chorobie Hirschsprunga, za której wariant całkowita aganglionoza jest zazwyczaj uważana, zwojów nerwowych śródmięśniowych i podśluzówkowych brakuje na krótszym lub dłuższym odcinku okrężnicy. W zespole Jiráska-Zuelzera-Wilsona jelito jest całkowicie pozbawione zwojów i objawy są odpowiednio cięższe. Chorobę opisali niezależnie od siebie Arnold Jirásek oraz James Leroy Wilson i Wolf William Zuelzer.